# Eileen Herlie
Eileen Herlie (* 8. März 1918 in Glasgow, Schottland als Eileen Isobel Herlihy; † 8. Oktober 2008 in New York City, New York, USA) war eine britische Schauspielerin in Theater, Film und Fernsehen.

## Leben und Karriere
Die in Glasgow geborene Eileen Isobel Herlihy war bereits in den 1940er und 1950er Jahren als Schauspielerin in zahlreichen Bühnenstücken in Schottland zu sehen. Berühmtheit erlangte sie aber vor allem auf den West End Bühnen und am Broadway.
Auf der Leinwand trat Herlie nur in relativ wenigen Filmen als Schauspielerin in Erscheinung, unter anderem 1948 unter der Regie von Laurence Olivier in der Shakespeare-Verfilmung von Hamlet in der Rolle der Gertrude an der Seite von Schauspielerkollegen wie John Laurie, Esmond Knight und Anthony Quayle oder 1954 in J. Lee Thompsons romantischer Komödie Glück auf Raten an der Seite von Dirk Bogarde, Susan Stephen und Cecil Parker. 1962 besetzte sie der Regisseur John Huston in seinem Sigmund Freud Drama Freud im Schauspielerensemble um Montgomery Clift und Susannah York in der Rolle der Ida Koertner und 1968 spielte sie in Sidney Lumets Literaturverfilmung von Die Möwe den Part der Polina.
Ihr Debüt im Fernsehen gab sie bereits 1951, nahm dann jedoch erst wieder zu Beginn der 1970er Rollen im TV an. Die vielleicht markanteste Rolle ihrer gesamten Darstellerlaufbahn spielte sie von 1976 bis 2008 in der Fernsehserie All My Children, wo sie in 871 Folgen den Charakter der Myrtle Fargate über 32 Jahre hinweg verkörperte. Für diese Rolle wurde sie in vier aufeinander folgenden Jahren von 1983 bis 1986 für den Daytime Emmy Award als herausragende Nebendarstellerin in einer Dramaserie nominiert.
Eileen Herlie verstarb am 8. Oktober 2008 im Alter von 90 Jahren in Manhattan.

## Filmografie (Auswahl)

### Kino
- 1947: Der kupferne Berg (Hungry Hill)
- 1948: Hamlet
- 1950: The Angel with the Trumpet
- 1953: The Story of Gilbert and Sullivan
- 1953: Isn't Life Wonderful!
- 1954: Glück auf Raten (For Better, for Worse)
- 1958: She Didn't Say No!
- 1962: Freud
- 1964: Hamlet
- 1968: Die Möwe (The Sea Gull)

### Fernsehen
- 1951: BBC Sunday-Night Theatre (Fernsehserie, 1 Episode)
- 1971: Lemonade (Fernsehkurzfilm)
- 1972: The Woman I Love (Fernsehfilm)
- 1976–2008: All My Children (Fernsehserie, 871 Episoden)
- 1983: Loving (Fernsehserie, 1 Episode)
- 1999: One Life to Live (Fernsehserie, 1 Episode)